# Мистер субботний вечер
«Мистер субботний вечер» — американский комедийно-драматический дебютный фильм Билли Кристала, выпущенный в 1992 году.
Фильм снимался с ноября 1991 года по март 1992 года и выпущен 23 сентября 1992 года компанией Columbia Pictures.
За работу в картине Дэвид Пеймер получил номинацию на премию Оскар за лучшую мужскую роль второго плана.

## Сюжет
Фильм рассказывает о жизни, профессиональном росте и падении комика Бадди Янга (Билли Кристал). Повествование от описания его детства и юности переходит к «золотой эпохе» Янга, когда он вёл своё собственное телешоу. Но слава комика постепенно погасает, и вот он уже выступает в домах престарелых, пока его агент пытается подыскать Янгу работу получше, и сам постоянно страдает от своего не очень сносного характера, не говоря уже об окружающих его людях.

## В ролях
- Билли Кристал — Бадди Янг
- Хелен Хант — Энни
- Дэвид Пеймер — Стэн
- Джули Уорнер — Элен
- Рон Сильвер — Ларри
- Джерри Орбах — Фил Гассмен
- Мэри Мара — Сьюзан Янг
- Кира Рид — участница конкурса красоты (в титрах не указана)

### Камео
- Комики: Джерри Льюис, Карл Баллантайн, Слэппи Уайт и Джеки Гейл.

## Награды и номинации
- «Оскар» (1993): лучший актёр второго плана (Дэвид Пэймер) — номинация
- «Золотой глобус» (1993): лучший актёр — комедия или мюзикл (Билли Кристал), лучший актёр второго плана (Дэвид Пэймер) — номинация